# Idaea callunata
Idaea callunata là một loài bướm đêm trong họ Geometridae.